# 福伦扎
福伦扎（義大利語：Forenza），是意大利波坦察省的一个市镇。总面积115平方公里，人口2266人，人口密度19.7人/平方公里（2009年）。ISTAT代码为076033。